# المرصد الأورومتوسطي لحقوق الإنسان
المرصد الأورومتوسطي لحقوق الإنسان (بالإنجليزية: Euro- Mediterranean Human Rights Monitor)‏، هو منظمة دولية مستقلة تعنى بقضايا حقوق الإنسان في منطقة الشرق الأوسط وشمال أفريقيا وأوروبا، تأسست في نوفمبر/تشرين الثاني عام 2011. ويقع مقر المنظمة الرئيسي في جنيف بالإضافة إلى وجود مقر إقليمي في الأراضي الفلسطينية، وعدد من الممثلين في دول أخرى مثل فرنسا والسويد وألمانيا وبريطانيا والنمسا وكندا وتركيا مصر والأردن والسعودية ولبنان وتونس وسوريا والبحرين وليبيا والعراق.

## الرؤية
يعمل المرصد ضمن رؤية تهدف إلى إنهاء انتهاكات حقوق الإنسان بحق مواطني الشرق الأوسط وشمال أفريقيا، وتقديم الجناة للعدالة، من خلال توثيق انتهاكات حقوق الإنسان في المنطقة، وتحفيز المنظمات الحقوقية الأوروبية والدولية، وصناع القرار في العالم، للعمل على كل ما يكفل إنهاء هذه الانتهاكات بشكل تام.
يقدم المرصد نفسه كمنظمة تسعى لسد الثغرة في العمل الحقوقي في المنطقة، فعلى الرغم من تواجد عدد كبير من المنظمات الحقوقية المحلية والإقليمية العاملة في منطقة الشرق الأوسط وشمال أفريقيا، التي ترصد بلا توقف انتهاكات حقوق الإنسان فيها، إلاّ أن هذه المنظمات تلاقي العديد من القيود والتضييق على نشاطها من قبل الأنظمة القمعية هناك، ونادرًا ما يحظى نشاطها بصدى في المحافل الحقوقية الأوروبية والعالمية، التي يمكنها فرض سلطة القانون الدولي، ومحاكمة مجرمي الحرب ومنتهكي حقوق الإنسان.
لذلك فإن المرصد الأورومتوسطي يسعى لسدّ هذه الثغرة الحقوقية، بما يتمتع به من حصانة أوروبية تضعه فوق كافة الضغوط الممارسة من قبل الاحتلال والأنظمة القمعية، إلى جانب اعتماده على تفعيل القانون الدولي ووضعه في خانة الفعل لملاحقة منتهكي حقوق الإنسان، بما يضمن وقف هذه الانتهاكات بشكل تام، وردع من تسول له سلطته أو قدرته الاعتداء على حقوق الأفراد والجماعات.

## الأهداف
- التواجد الميداني في دول المنطقة بما يكفل توثيق الانتهاكات ومتابعتها.
- تفعيل وسائل القانون الدولي لمحاسبة مرتكبي جرائم حقوق الإنسان.
- مخاطبة الدول والحكومات المعنية، والتواصل مع المؤسسات الحقوقية الدولية والأممية والمنظمات غير الحكومية، للعمل على وقف الانتهاكات.
- حث السلطات الحاكمة على اعتماد تشريعات وقوانين تصون حقوق الإنسان.
- نشر الوعي بحقوق الإنسان وقيم الحرية والعدالة، وتعزيز الثقافة الحقوقية وتقدم الاستشارات الحقوقية العامة والخاصة.
- تشجيع استخدام القنوات السلمية والقانونية لفضح مرتكبي انتهاكات حقوق الإنسان، بما فيها الأطراف التي تعرقل عمل الحقوقيين.

## مجلس الأمناء
يعمل مجلس الأمناء على رسم التوجه الإستراتيجي للمرصد حيث يجتمع بشكل سنوي لمناقشة الأهداف بعيدة وقصيرة المدى. ويتكون المجلس من خبراء دوليين في حقوق الإنسان، يعمل الأعضاء كأساتذة جامعيين ومستشارين قانونيين ونشطاء دوليين. ويرأس المجلس البروفيسور ريتشارد فولك، وعضوية كل من كريستين شنكن، وسيلسو أموريم، ونورا عريقات وليزا حجار، وطارق إسماعيل، وجون في ويتبيك.

## المشاريع

### ويكي رايتس (Wiki Rights)
في 4 نوفمبر 2021، تبنى المرصد مشروعًا لتدريب طلاب جامعيين وخريجين جدد في مناطق النزاع، للمساهمة في تحرير موسوعة «ويكيبيديا» بما يخدم دعم مقالات الموسوعة برواية ضحايا الانتهاكات في مناطق الصراع المختلفة.
يهدف المشروع إلى إبقاء رواية ضحايا انتهاكات حقوق الإنسان حاضرة بشكلٍ متساوٍ مع الرواية الرسمية والتي غالبًا ما يشوبها تغييب الحقائق. أنتجت الفئة المستهدفة من مشروع ويكي رايتس عشرات التعديلات والمقالات الجديدة على الموسوعة التي ساهمت بشكل ملحوظ في إبراز صوت الضحايا والمضطهدين في مناطق الأحداث والصراع باللغتين العربية والإنجليزية.

### المدرسة الصيفية في حقوق الإنسان (Summer School in Human Rights)
في أكتوبر 2017، أطلق المرصد الأورومتوسطي مشروع المدرسة الصيفية في النزاعات المسلحة وحقوق الإنسان. يستهدف المشروع طلاب وخريجي كليات القانون في منطقة الشرق الأوسط وشمال أفريقيا، ويركز على مناطق النزاع (مثل سوريا، اليمن، العراق، الأراضي الفلسطينية، الأردن، لبنان). يتلقى المتدربون دورة مكثفة تمتد أسبوعين في القانون الدولي والقانون الدولي الإنساني، وآليات التوثيق، وطرق حل النزاعات، وأدوات الدفاع عن حقوق الضحايا وإدماج الفئات المهمشة في المجتمع على يد أساتذة وخبراء محليين ودوليين، وممثلون عن منظمات محلية ودولية بالإضافة إلى مستشاري المرصد الأورومتوسطي. يهدف مشروع المدرسة الصيفية في حقوق الإنسان إدماج فئة الشباب في مناطق النزاع في العمل الحقوقي، وتزويد المنتسبين بالمهارات اللازمة لتشبيك علاقات مع المنظمات الحقوقية الدولية كالأمم المتحدة، ويتمحور المشروع حول  القانون الدولي الإنساني وتطبيقاته المختلفة والمساءلة الدولية وقاعدتي التناسب والتمييز في القانون الدولي الإنساني.

### لسنا أرقامًا (We Are Not Numbers)
في فبراير 2015، أطلق المرصد الأورومتوسطي لحقوق الإنسان مشروع " لسنا أرقاماً" ، ويختص بتدريب كُتاب من مناطق النزاعات المسلحة في الأراضي الفلسطينية والأردن وتركيا ولبنان. يهدف المشروع إلى تنمية القدرات الكتابية والقصصية لدى الكتّاب الشباب وربطهم بمدربين وكتاب عالميين لتطوير مهاراتهم من خلال إعطائهم دورات في اللغة الإنجليزية والكتابة والتعبير إضافة إلى كيفية إيصال أصواتهم إلى أكبر شريحة ممكنة من المجتمعات الغربية عبر مواقع التواصل الاجتماعي. يعزز فريق المشروع إلى ضرورة إيصال صوت المضطهدين للعالم كخطوة لنيل حقوقهم وحمايتهم من الانتهاكات الممارسة بحقهم.
تمكن مشروع " لسنا أرقاماً " من التعاون مع عدداً من المواقع الدولية التي تعيد نشر قصص الكُتاب مثل: موقع "موندويس" و"كودبينك" وأراب أميركا" و"هاف بوست".

### حاضنة المرأة القيادية (Women Leadership Incubator)
في أكتوبر 2017، أطلق المرصد الأورومتوسطي لحقوق الإنسان مشروع حاضنة المرأة القيادية لتعزيز مشاركة المرأة في المجتمع وتمكينها من ممارسة حقوقها من خلال توفير تدريبات بناء قدرات في القيادة والقدرة على التحشيد والتعبئة البشرية وتعبئة الموارد (الاقتصادية والسياسية وغيرها). يستهدف المشروع فئات مختلفة من النساء المهمشات مثل المطلقات والأرامل، ضحايا العنف المنزلي، ذوات الإعاقة، والنساء اللواتي يعشن في أسر فقيرة.

### البرنامج التدريبي-التوجيهي (TMP - Youth Training Mentorship Production)
في أغسطس 2016، أطلق المرصد الأورومتوسطي لحقوق الإنسان مشروع البرنامج التدريبي-التوجيهي بغرض إدماج فئة الشباب في العمل الحقوقي والإنساني، حيث يتم تدريب فئة الشباب المتدربين ثم ربطهم مع خبراء حقوقيين دوليين لتلقي التدريب والتوجيه المناسبين، وتشجيعهم على استخدام المهارات والاتصالات اللازمة لتوظيف آليات الدفاع عن حقوق الإنسان. يركز المشروع على تدريب الشابات والشبان من طلبة الجامعات والخريجين الجدد المهتمون بالعمل في المجال الحقوقي والإنساني، وعلى المجتمعات التي يأتي منها هؤلاء الشباب؛ ويهدف إلى رفع وعي المشاركين وتطوير مهاراتهم بالقدر الكافي الذي يمكنهم من بناء قدراتهم وتطوير ذواتهم، ودعم مجتمعاتهم ورفع وعيها بحقوق الإنسان وآليات الدفاع عن حرياتهم.

### مدافعو العدالة (Defenders For Justice)
في ديسمبر 2015، أطلق المرصد الأورومتوسطي مشروع «مدافعو العدالة» بهدف إنشاء جيل من الشباب ليتمكنوا من الدفاع عن حقوقهم وحقوق مجتمعاتهم من الفئات المهمشة من المدنيين نتيجة للانتهاكات المتكررة في الشرق الأوسط وشمال أفريقيا. بدأ مشروع «مدافعو العدالة» في الأردن، واستهدف طلاب القانون في كافة الجامعات الخاصة والحكومية وشمل عدة جامعات منها: الجامعة الأردنية، جامعة اليرموك، جامعة الشرق الأوسط، حيث يقدم للمتدربين دورات تدريبية مكثفة في آليات توظيف الأدوات القانونية لملاحقة ومحاسبة مرتكبي انتهاكات حقوق الإنسان ووقف سياسات الإفلات من العقاب التي تتبعها معظم الحكومات في المنطقة. يهدف المشروع إلى تدريب الطلبة المشاركين على تعلم فن المرافعة الشفهية دفاعًا عن حقوق الإنسان، ورفع الوعي القانوني لديهم حول الممارسات التميزية ضد المرأة، وتمكينهم من الإدراك الكامل لسير قواعد المساءلة والعدالة الدولية وآلياتها في القانون الجنائي الدولي المعاصر.

### ري البذور (Watering the Seeds)
في عام 2017 أطلق المرصد الأورومتوسطي برنامج «ري البذور» لدعم المؤسسات الحقوقية الفتية التي تعمل على حماية حقوق الضحايا في مناطق النزاع. يهدف المشروع لتقديم الدعم المادي واللوجستي والاستشارات وتنظيم الدورات التدريبية وتصدير المواقف المشتركة، إلى عشرات المبادرات الحقوقية الشابة (الدولية منها والقاعدية) التي تعمل بموازناتٍ محدودة.

### هيوميديا (HuMedia)
في يوليو 2019، أطلق المرصد منصة حقوقية رقمية تعمل على المواد والأخبار المتعلقة بانتهاكات حقوق الإنسان المختلفة في منطقة الشرق الأوسط وشمال إفريقيا إلى مواد تفاعلية يمكنها مخاطبة كافة شرائح المجتمع، وإحداث تغيير حقيقي في ثقافة حقوق الإنسان لديهم. وتهدف المنصة إلى تحويل التقارير الحقوقية من مواد جامدة إلى مواد بسيطة وجذابة تخاطب مستويات العقول المختلفة، ونشر ثقافة حقوق الإنسان ونقلها من أوساط المختصين فقط إلى كل فئات المجتمع، وإنشاء أرشيف مرئي يوثق القضايا الحقوقية يناقش الأبعاد القانونية للحوادث اليومية.

## أماكن العمل

### الشرق الأوسط

#### لبنان
- سبتمبر 2015 - نشر المرصد الأورومتوسطي لحقوق الإنسان تقريراً حول أزمة اللاجئين في لبنان[17] مشيراً أن هذه المشكلة لها انعاكاساتها على المجتمع الدولي. يتخذ التقرير لبنان كنموذج بسبب الارتفاع الهائل لعدد اللاجئين فيها حيث وصل معدل اللاجئين إلى 232 لاجيء لكل 1000 نسمة والتي تعتبر النسبة الأكبر في العالم. فبالرغم من أن مشكلة اللاجئين السوريين هي المشكلة التي تستحوذ على الاهتمام العالمي، فلا ينبغي نسيان معاناة ومآسي اللاجئين الفلسطينيين في لبنان وغيرها. تشير الباحثة «بام بيلي» إن مشكلة اللاجئين اللفلسطيين والذين يعتبرون أقدم اللاجئين في العالم، قد استفحلت وبات من الواجب وضح حد لها. ودعى المرصد إلى إنهاء انتهاكات حقوق اللاجئين الفلسطينيين مبيناً أن اضطهاد اللاجئين هو فعل غير قانوني وغير مقبول أخلاقياً.[18]

- سبتمبر 2015 - نشر الاورمتوسطي تقريراً موضحاً فيه أن مشكلة اللاجئين الفلسطينيين باتت مشكلة تهدد المجتمع الدولي. يركز التقرير على لبنان كنموذج لمشكلة اللاجئين لأنها تعتبر أقدم الدول وأكثرها احتواءً للاجئين الفلسطينيين الذين تزيد فترة لجوئهم عن 60 عاماً. وفي نهاية التقرير، طالب المرصد الأورومتوسطي لحقوق الإنسان المجتمع الدولي لحقوق الإنسان المجتمع الدولي والدول المانحة يتزويد الدول المستضيفة للاجئين، وإنهاء التعامل مع معادلة إغاثة اللاجئين لإعادة توطين المهاجرين، ومنح اللاجئين الفلسطينيين حقوقهم المشروعة.[19]
- 17 سبتمبر 2015 – نشر الأورومتوسطي يدين فيه استخدام السلطات اللبنانية للقوة المفرطة في التعامل مع التظاهرات في العاصمة اللبنانية بيروت التي يقيمها عدد من الحراكات الشعبية اللبنانية احتجاجاً على الفساد المتفشي وسوء الخدمات العامة وفشل الحكومة في وضع حلول تجاه الأوضاع في البلاد. فقد قامت السلطات اللبنانية باعتقال أكثر من 30 ناشط وناشطة واعتدت عليهم بالضرب المبرح. وأضاف الأورومتوسطي إنه سجل أيضاً حوادث اعتداء على المتظاهرين في لبنان في أغسطس الماضي حيث قمعت السلطات اللبنانية المتظاهرين وأطلقت عليهم الغاز المسيل للدموع الأمر الذي يتنافى مع مبادئ الأمم المتحدة بشأن استخدام القوة والأسلحة النارية. وفي النهاية دعى الاورومتوسطي إلى أن تعطي السلطات اللبنانية مجال أكبر لحرية التظاهر والتجمع السلمي في لبنان وإيجاد حلول للمطالب المقدمة من المحتجيين لأنها تشكل جزءً من حقوقهم الأساسية.[20]
- 18 يونيو 2015 – يركز تقرير الأورومتوسطي لحقوق اللاجئين بعنوان «تسونامي اللاجئين» على مشكلة اللاجئين الفلسطينيين في لبنان والتي تعد الدولة الأكثر احتواءً للاجئين. فبالمقارنة مع أحوال اللاجئين في أنحاء مختلفة من العالم، فإن لاجئي لبنان يواجهون حالة صعبة وغير مسبوقة من الاستبعاد السياسي والاقتصادي والاجتماعي حيث يمنع اللاجئون من التملك فهم لا يملكون خياراً سوى العيش في مخيمات رديئة ومكتظة بالسكان. ويفرض عليهم العديد من المعايير الاجتماعية التي تحدد المدارس والوظائف والرعاية الصحية التي يتلقونها. حيث تعتير هذه القيود انتهاكاً واضحاً للقوانين الدولية. يطالب المرصد الأورومتوسطي الأمم المتحدة والدول الأعضاء بتطبيق قراراتها التي تنص على عدم انتهاك حقوق اللاجئين وتطالب إسرائيل بأن تلتزم بها وتطبقها.[21]
- 13 يونيو 2015 – نشر الأورومتوسطي تقريراً بمناسبة اليوم العالمي لمكافحة عمل الأطفال. حيث نبهت منظمة العمل الدولية إلى أن ملايين الأطفال في العالم والذين يقدرون بنحو 170 مليون طفل منهم 85 مليوناً يمارسون أعمالاً خطرة. أشارت المنظمة إلى أن الأزمات الصراعات تساهم في تفاقم هذه المشكلة حيث يقعون ضحايا للخطف والهجمات وغالباً ما تدمر مدراسهم. وبالرغم من تفاقهم الظاهرة إلا أن المنظمة إلى أن هذا المعدل انخفض بمقدار الثلث منذ العام 2000 ولكن التقدم في القضاء على هذه الظاهرة لا يزال شديد البطء.[22]
- 22 إبريل 2015 – نشر الأورومتوسطي تقريراً يناشد فيه المجتمع الدولي باتخاذ خطوات جدية لإنهاء مأساة غرق قوارب المهاجرين في عرض البحر المتوسط. حيث يشير التقرير أنه في العشرة أيام الماضية وصل أكثر من 13 ألف مهاجر إلى أوروبا في حين غرق أكثر من 1200 آخرين. وأشار المرصد أن الصراعات الدامية في سوريا والفقر وانتهاكات حقوق الإنسان التي تشهدها دول غرب أفريقيا إضافة إلى تدهور الأوضاع الأمنية قي ليبيا ستؤدي إلى تصاعد مستمر في عدد اللاجئين. ودعى الأورومتوسطي الاتحاد الأوروبي إلى تعديل «اتفاقية دبلن» بما يؤدي إلى توزيع عادل للاجئين في أوروبا وفتح باب الهجرة الشرعية أمامهم. دعى الأورومتوسطي دول العالم إلى وقف البيئة الطاردة للاجئين وتقديم الدعم المالي للدول التي تتحمل عدد أكبر من المهاجرين.[23]
- 16 أبريل 2015 – ركز التقريرعلى إحصائية الأمم المتحدة للطفولة (يونيسيف) والتي أوضحت أن هنالك 12 مليون طفل في الشرق الأوسط محرومون من التعليم بسبب الفقر والتمييز الجنسي والعنف. هذه الإحصائية لا تشمل الأطفال الذين أجبروا على ترك مدارسهم بسبب الصراع كما في العراق وسوريا والذي يزيد عددهم عن 3 ملايين.[24]
- 2 أكتوبر 2014 – نشر الأورومتوسطي تقريرا يحذر من تنامي مؤشرات كراهية اللاجئين السوريين داخل المجتمع اللبناني. فبالرغم من تعرض بعض أفراد الجيش اللبناني للخطف أو القتل لكن ذلك لا يبرر معاقبة الآلاف من المهاجرين الأبرياء حيث يقوم الجيش اللبناني باحتجاز بعض اللاجئين وتعذيبهم بطريقة وحشية وغير إنسانية وإضرام النار في خيام اللاجئين مما أدى إلى العديد من حالات الاختناق في صفوف اللاجئين لا سيما مخيمات «عرسال». وفي الختام ثمن الأورومتوسطي اعتذار الجيش اللبناني عما حصل في «عرسال» داعياً إلى فتح تحقيق لمعرفة مجريات الأحداث ومعاقبة المسؤولين. كما دعا الحكومة اللبنانية إلى ضرورة ضبط ردات الفعل العنيفة تجاه اللاجئين السوريين مشدداً على ضرورة احترام اللاجئين السوريين للقوانيين اللبنانية.[25]
- 12 مايو 2014 – نشر الأورومتوسطي تقريراً يوضح قيام الحكومة اللبنانية بإصدار العديد من القرارات التي من شأنها تضييق الخناق على اللاجئين الفلسطينيين من سوريا حيث ترفض تجديد الإقامات لهؤلاء اللاجئين وتقوم بإعادة بعضهم إلى سوريا حيث يواجهون خطر الموت الحقيقي. دعى المرصد الأورومتوسطي لبنان إلى التوقف عن انتهاكها لحقوق اللاجئين الفلسطينيين ومنحهم حق الإقامة إلى أن ينتهي الصراع في سوريا مناشداً الحكومات الغنية ومؤسسات الأمم المتحدة إلى مساعدة لبنان لكي تتمكن من تلبية احتياجات اللاجئين.[26]
- 7 مايو 2014 – أعرب المرصد الأورومتوسطي لحقوق الإنسان عن استنكاره الشديد لما تقوم به السلطات اللبنانية من منع اللاجئين الفلسطينيين من سوريا من الدخول إلى أراضيها والتي تعتبر المنفذ الأخير للاجئين الهاربين من الموت. ورأى المصدر أن قول السلطات اللبنانية أن هذه القرارات «مؤقتة واستثنائية» يعد انتهاكاً مباشراً لحق اللاجئين في الحياة كما ورد في المادة (33) من الإتفاقية الدولية المتعلقة باللاجئين. وفي الختام دعى الأورومتوسطي السلطات اللبنانية إلى معاملة اللاجئين وفقاً لما تمليه الأعراف والقوانيين الدولية وحقوق الإنسان.[27]

#### الإمارات
- فبراير 2014 - أصدر المرصد تقريراً موسعاً يوثق انتهاك الحريات العامة في دولة الإمارات العربية المتحدة في الفترة الممتدة بين عامي 2011 إلى نهاية 2013، مشيرًا إلى أن تلك الفترة «شهدت تصاعدًا ملحوظًا بانتهاكات حقوق الإنسان في الإمارات».[28]
- يناير 2014 - أدان المرصد قيام جهاز الأمن الإماراتي باعتقال المواطنة عائشة إبراهيم راشد الزعابي، وهي زوجة الناشط الحقوقي الإماراتي محمد صقر يوسف الزعابي المقيم في بريطانيا حاليًا، دون إبراز إذن قضائي أو بيان الأسباب، واصفا تعامل السلطات مع قضايا حرية الرأي والتعبير ب «خشونة مبالغ بها وباعتبارات أمنية غير مقبولة وفي إطار منافي لحقوق الإنسان»، مشيرًا إلى أن السلطات هناك «ما زالت تواصل سياسة الاعتقال التعسفي بشكل واسع دون مبرر من القانون».[29]

#### السعودية
- يوليو 2013 - أصدر المرصد تقريراً بعنوان «مطالبة السعودية بالكشف عن مصير العريفي وقادة رأي آخرين». طالبت مؤسسة حقوقية أوروبية السلطات السعودية بالكشف الفوري عن مصير الداعية محمد عبد الرحمن العريفي، وقادة رأي أخرين كما ودعت إلى الكف عن ممارسات الاعتقال التعسفي وفرض الإقامة الجبرية وغير ذلك من الممارسات التعسفية بسبب خلفيات سياسة أو دينية ومحاسبة من ينتهك حق الإنسان في التعبير عن رأيه.[30]
- مايو 2014 - أصدر المرصد تقريراً بعنوان " الأورومتوسطي يطالب السعودية بتغيير "نظام الكفيل" فورًا " حيث طالب المرصد الأورومتوسطي لحقوق الإنسان، ومقره جنيف، السلطات السعودية بضرورة تغيير "نظام الكلفيل" المتبع في التعامل مع العامل الأجنبي، مشيراً إلى أن هذا النظام ما زال معمولاً به على الرغم من الدعوات المتكررة من المنظمات الحقوقية داخل السعودية وخارجها إلى إلغائه. كما وقال المرصد في بيان صحفي " إن نظام الكفيل المتبع في السعودية، وبشكل مشابه في بعض دول الخليج، يمنع أي أجنبي من العمل في السعودية إلا من خلال كفيل سعودي. ويعود سبب هذا الاشتراط إلى ضمان سداد الديون والالتزامات التي قد تكون على هذا العامل.[31]
- أبريل 2015 - أصدر المرصد الأورومتوسطي لحقوق الإنسان تقريراً بعنوان «12 مليون طفل محرومون من التعليم بالشرق الأوسط» بين فيه المرصد ما قالته منظمة الأمم المتحدة للطفولة (يونيسيف) من أن 12 مليون طفل في الشرق الأوسط محرومون من التعليم بسبب الفقر والتمييز الجنسي والعنف. كما أوضحت المنظمة في تقرير مشترك مع معهد الإحصاء التابع لمنظمة الأمم المتحدة للتربية والعلوم والثقافة (يونيسكو) إن الحصيلة لا تشمل الأطفال الذين أجبروا على ترك المؤسسات التعليمية بسبب النزاع في العراق وسوريا والذين يزيد عددهم عن ثلاثة ملايين.[24]
- نوفمبر 2015 - أصدر المرصد الأورومتوسطي لحقوق الإنسان تقريراً بعنوان «السعودية: طرد جماعي لعمال وافدين وإساءات أثناء الاحتجاز والترحيل»[32]

#### الأردن
- أبريل 2015 - الدول العربية والأفريقية مدعوة لتحمل مسؤولياتها تجاه الوضع المهين للإنسانية في المتوسط، اكد الأورومتوسطي لحقوق الإنسان إن غرق قوارب المهاجرين في عرض البحر المتوسط، والتي أدت منذ بداية العام الحالي إلى غرق وفقدان أكثر من 1750 شخصاً، تستدعي تعاملاً استثائياً معها، واتخاذ خطوات فعلية جادة من قبل دول الاتحاد الأوروبي ودول المصدر «لإنهاء هذه المأساة المخزية بحق البشرية».[33]
- أبريل 2015 - 12 مليون طفل محرومون من التعليم بالشرق الأوسط، قالت منظمة الأمم المتحدة للطفولة (يونيسيف) من أن 12 مليون طفل في الشرق الأوسط محرومون من التعليم بسبب الفقر والتمييز الجنسي والعنف.[34]
- يناير 2014 - إطلاق حملة دولية لمساندة فلسطينيي سورية النازحين إلى الأردن، أطلقت حملة «ساند سوريا خلال فصل الشتاء» الهولندية بدعم من المرصد الأورومتوسطي لحقوق الإنسان في جنيف، حملة دولية لدعم ومساندة اللاجئين الفلسطينيين النازحين من سورية إلى الأردن، والذين يزيد عددهم عن أحد عشر ألفًا.[35]
- يناير 2014 - اصدر المرصد تقريراً حول فلسطيني سوريا في الأردن حيث انهم يخفون جنسيّتهم خوفاً من طردهم وإعادتهم إلى سوريا، حيث قال المرصد الأورومتوسطي في تقرير ميداني له، إن أعداد اللاجئين الفلسطينيين الذين وصلوا إلى الأردن من سوريا تقدّر بأحد عشر ألف لاجئ. يقطن منهم 173 لاجئاُ في مجمّع سايبر سيتي شمالي الأردن بالقرب من الحدود السورية.[36]
- يوليو 2016 - افتتح المرصد الأروومتوسطي بالتعاون مع كلية الحقوق في جامعة عمان الأردنية مدرسة صيفية حول النزاعات المسلحة وحقوق الإنسان. وضمت المدرسة نخبة من المختصين العرب في مجال حقوق الإنسان إضافة إلى طلاب من دول عربية مختلفة ممن تشهد بلدانهم نزاعات مسلحة فعلية. ويرى الأورومتوسطي أن الهدف الرئيس من المدرسة هو تطوير قدرة الأشخاص المستهدفين على رصد انتهاكات حقوق الإنسان في بلدانهم ما يسهم في ضمان حفظ الكثير من الحقوق المنتهكة للمدنيين في سنوات النزاع المسلح الأخيرة.[37]

## بعض التقارير الصادرة
- سبتمبر 2018– نشر الأورومتوسطي تقريرًا يوثق فيه حالات اعتقال واحتجاز الفلسطينيين (بما فيهم النساء والفتيات والقاصرين) في مدينة القدس وإبعادهم عن المسجد الأقصى. يرصد التقرير استخدام السلطات الإسرائيلية للأساليب المهينة والقاسية أثناء عملية الاعتقال، بما في ذلك الضرب والتحقيق بظروف سيئة.[38]
- أغسطس 2018- نشر الأورومتوسطي تقريرًا بعنوان «العاملون في العمل الإنساني في الشرق الأوسط: ضحايا إنسانيتهم». يتناول التقرير الانتهاكات التي وقعت بحق العمل الإنساني في سوريا وفلسطين واليمن وليبيا، ويهدف إلى إعطاء نموذج للتذكير بضحايا العمل الإنساني وما يقدمونه، وواجب الدول والمجموعات المسلحة في حمايتهم وتسهيل عملهم، بدلاً من استهدافهم.[39]
- يوليو 2018 – نشر الأورومتوسطي تقريرًا بعنوان «الممارسات الإسرائيلية تجاه الشعب الفلسطيني ومسألة الأبارتايد» يبحث فيه -من وجهة نظر القانون الدوليّ- ما إذا كانت سياسات وممارسات إسرائيل بما يتعلق بالشعب الفلسطيني ككل تمثل جريمة فصلٍ عنصريّ. ويخلص التقرير بشكلٍ أساسيّ إلى أنه لا يمكن تحقيق سلام دائم بين الفلسطينيين والإسرائيليين دون إزالة مسبقة لهياكل الفصل العنصري الإسرائيلي في الأراضي الفلسطينية المحتلة.[40]
- يوليو 2018 - نشر الأورومتوسطي تقرير «الألم المسكوت»، والذي يتناول الكارثة الإنسانية التي يعاني منها سكان مخيم اليرموك للاجئين الفلسطينيين في العاصمة السورية دمشق. يوثق التقرير الانتهاكات التي قام بها النظام السوري في عمليته العسكرية المذكورة، ويتناول الانتهاكات التي طالت المخيم بعد سيطرة النظام السوري عليه وانسحاب كافة القوى غير الحكومية منه.[41]
- يونيو 2018- نشر الأورومتوسطي تقريرًا أظهر أن كراهية الأجانب والتمييز ضد اللاجئين والمهاجرين في أوروبا هي ممارسات ممنهجة، وفي ازدياد، لاسيما منذ المرحلة الحرجة من أزمة الهجرة في العام 2015.[42]
- يونيو 2018- نشر الأورومتوسطي تقريرًا عرض فيه تأطيرًا قانونيًا لمدى قانونية حصار قطر وفقاً للقوانين والمعاهدات والأعراف الدولية.[43]
- مايو 2018- نشر الأورومتوسطي تقريرًا يستعرض فيه الاستخدام الإسرائيلي للرصاص المتفجر والغاز السام ضد المتظاهرين، بصورة مفرطة أحدثت آلامًا لا مبرر لها، وهو الأمر الذي يخالف قواعد القانون الدولي لحقوق الإنسان، والقانون الدولي الإنساني.[44]
- آذار 2018- نشر الأورومتوسطي تقريرًا شاملًا حول انتهاكات الأجهزة الأمنية في الأراضي الفلسطينية (الضفة الغربية وقطاع غزة) على مدار عام 2017، حيث وثق فيه مئات حالات الاعتقال والتعذيب على خلفيات لها علاقة بالانتماء السياسي أو ممارسة الحق في التعبير السلمي عن الرأي والاحتجاج.[45]
- آذار 2018 - نشر الأورومتوسطي تقريرًا رصد فيه بدء أونروا باتخاذ خطوات فعلية نحو تقليص الخدمات المقدمة للاجئين، وتحجيم أعداد الموظفين العاملين في الوكالة، بما ينذر أن تكون تلك خطوة تتبعها خطوات قد تفضي إلى إنهاء عمل الوكالة، خصوصاً مع الدعوات الإسرائيلية المتكررة لذلك.[46]
- نوفمبر 2017 – نشر الأورومتوسطي تقريرًا يسلط الضوء على  بعض أهم العراقيل التي واجهها القطريون في السفر إلى السعودية خلال الأشهر الماضية، كما يتناول بعض أوجه التسييس الذي مارسته السعودية للأماكن الدينية فيها، ويهدف إلى التنبيه إلى خطر هذه السياسة على المساس بحق أساسي وأصيل من حقوق الإنسان، والدعوة إلى وقفها فوراً.[47]
- أكتوبر2017- أصدر الأورومتوسطي تقريرًا تناول ظاهرة عمالة الأطفال اللاجئين من سوريا في لبنان ومعاناتهم من العمل لساعات طويلة وغياب استخدام الحد الأدنى من أدوات الأمن والسلامة بما يعرضهم لخطر الحوادث المميتة والاعتداءات الجسدية.[48]
- سبتمبر 2017- نشر الأورومتوسطي تقريرًا رحب فيه بقرار المملكة العربية السعودية والذي يسمح  للنساء السعوديات بإصدار رخص قيادة أسوةً بالرجال، بعد سنوات من منعهن من قيادة السيارات. داعيًا المملكة لمزيد من الخطوات الإيجابية في هذا الاتجاه.[49]
- سبتمبر 2017- نشر الأورومتوسطي تقريرًا طالب فيه بوضع حد للسياسات التميزية المعمول بها في الأراضي الفلسطينية المحتلة ضد تعيين النساء في المناصب العليا بموجب ما كفله القانون الأساسي الفلسطيني. وشدد على ضرورة توقف السلطات الحاكمة سواء في الضفة الغربية أو قطاع غزة عن سياسات التعيين التميزية ضد النساء في الوظائف العامة لاسيما المناصب العليا.[50]
- أغسطس 2017 - رصد الأورومتوسطي في تقرير له جانبًا من معاناة اللاجئين السوريين في لبنان والإجراءات المتخذة ضدهم، ودعا الحكومة اللبنانية لإعادة النظر في تحديد صلاحيات المجالس البلدية في إصدار القرارات التي تساهم في زيادة البيئة العدائية ضد اللاجئين السوريين في لبنان.[51]
- يونيو2017- وثق الأورومتوسطي أوضاع الأطفال في العراق، موضحًا تعرضهم لانتهاكات منتظمة بما فيها التجنيد الإجباري، حيث يتم إشراكهم في المعارك الجارية بين مختلف الجماعات المسلحة وإجبارهم على تقديم الخدمات لها، أو يضطرون إلى معايشة الأزمة الإنسانية التي تمر بها بلادهم بكل تفاصيلها، إلى جانب تأثرهم بالأوضاع الصحية والاقتصادية والإنسانية المتردية.[52]
- يونيو 2017 – نشر الأورومتوسطي تقريرًا يعرض فيه تشتت آلاف الأسر جراء القرار الذي اقرته كلاً من السعودية والإمارات والبحرين بقطع علاقاتها مع قطر ومدى تأثيره على الحقوق العمالية والتعليمية وحقوق الملكية والحق في التعبير لعدد كبير من المواطنين القطريين المقيمين في الدول الثلاث فضلاً عن مواطني الدول الثلاث المقيمين في قطر.[53]
- مايو2017- أصدر الأورومتوسطي والشبكة السورية لحقوق الإنسان (لندن) في اليوم العالمي لعمالة الأطفال تقريراً مشتركاً بعنوان «رهَق الصّغار ظروف قاسية لعمالة أطفال سوريا في الأردن» تناول ظاهرة عمالة الأطفال من سوريا في الأردن، والذين وصل عددهم بحسب التقرير إلى أكثر من 60 ألفاً، يعانون من ظروف قاسية لا تتوقف عند تدني الأجور أو العمل لساعات طويلة وشاقة، بل تمتد إلى تعرضهم أحياناً للاستغلال والعنف وظروف العمل الخطرة، مع ضعف في الرقابة والمساءلة الحكومية.[54]
- أبريل 2017- نشر الأورومتوسطي تقريرًا يبحث فيه أسباب ونتائج ما يسمى ب«أزمة» اللاجئين والذي يناقش فيه فعالية النهج الحالي للاتحاد الأوروبي وعدم الاستعداد لمواجهة الأسباب الجذرية لتزايد تدفق المهاجرين، والأثر الكارثي لهذا الرفض على طالبي اللجوء والمهاجرين الفارينمن الحرب والاضطهاد والفساد والفقر.[55]
- يناير 2017- وثق الأورمتوسطي في تقرير له العقوبات الإضافية التي فرضتها إسرائيل على قطاع غزة منذ تولي حركة حماس الحكم في عام 2006 والتي شهدت شـكلاً غيـر مسـبوق مــن أشــكال العقــاب الجماعــي، حــين أعلنــت إسرائيل قطاع غــزة «منطقــة مغلقــة» وقــررت فـرض عقوبـات إضافيـة علـى النظـام الـذي كانـت تتولـى حركـة حمـاس إدارتـه، ففرضــت القيــود علــى دخــول الوقــود وحركــة المواطنــين مــن وإلــى القطــاع.[56]
- يونيو 2016 – نشر الأورومتوسطي تقريرًا يعرض فيه مدى الضرر الذي تم إلحاقه بالمشاريع الممولة أوروبيا في الأراضي الفلسطينية من قبل إسرائيل، وناقش فيه مدى تأثير سياسة هدم المشاريع على رغبة المانحين بالاستمرار في إعادة بناء غزة، وعلى مصداقية الهيئات الأوروبية خلال المفاوضات من أجل سلام محتمل.[57]
- مايو 2016- وثق الأورومتوسطي ظاهرة عمالة أطفال سوريا اللاجئين في الأردن وما يعانيه هؤلاء الأطفال من انتهاكات خلال ممارستهم للعمل، ورصد دور حكومة المملكة الأردنية والمنظمات الدولية الرسمية في الحد من عمالة الأطفال السوريين ومتابعة الانتهاكات التي يتعرضون لها أثناء ممارستهم للعمل، بهدف معالجة الخلل ودفعها إلى الوقوف عند مسؤولياتها في هذا الإطار بموجب التزاماتها الدولية.[58]
- أبريل 2016- نشر الأورومتوسطي تقريرًا حول التعديلات الجديدة في نظام اللجوء في السويد لإبراز هذه التعديلات وتأثيرها عى نظام اللجوء في السويد ومدى اتساقها مع حقوق اللاجئين.[59]
- إبريل 2016 – نشر الأورومتوسطي تقريرًا بعنوان «تهاون السلطات اللبنانية مع مرتكبي الانتهاكات يفاقم وضع اللاجئات السوريات في لبنان» سلط فيه الضوء على عمليات الاستغلال الجنسي وسوء المعاملة بحق اللاجئات السوريات، خاصة من قبل أصحاب العقارات وأرباب العمل، وحتى من قبل أفراد يعملون في الأجهزة والوزارات الحكومية.[60]
- فبراير 2016- نشر الأورومتوسطي تقريرًا يعرض فيه نماذج وإحصاءات لأهم وأبرز حالات الاعتقال والاستدعاء التعسفي والتعذيب التي قامت بها الأجهزة الأمنية الفلسطينية في الضفة الغربية وقطاع غزة على خلفيات الانتماء السياسي والتعبير عن الرأي.[61]
- ديسمبر 2015- نشر الأورومتوسطي تقريرًا يبرز فيه أوجه التمييز في التعامل السويدي مع أزمة اللاجئين السوررين، وتقدمه كنموذج قابل للتبني أوروبيا وعالميا ولو بشكل جزئي، كما هدف إلى تسليط الضوء على بعض أوجه القصور التي شابت هذا التعامل، من أجل تفاديها مستقبلاً.[62]
- ديسمبر 2015-  وثق الأورومتوسطي بالتعاون مع التحالف اليمني لحقوق الإنسان (تحالف رياح السام) حالات الاختطاف في اليمن على يد ميليشيات الحوثي والمجموعات المسلحة الموالية للرئيس«صالح»، وما يتبعها من انتهاكات كاستخدام المختطفين دروعاً بشرية أو إخفائهم قسرياً.[63]
- أكتوبر 2015- نشر الأورومتوسطي تقريرًا شاملًا يعرض فيه استخدام السلطات الإسرائيلية المفرط للقوة في التعامل مع الفلسطينيين في الضفة الغربية والقدس وعلى حدود قطاع غزة، إضافة إلى انتهاج القتل التعسفي باستخدامها الأعيرة النارية تجاه مدنيين أو أشخاص فلسطينيين يُدَّعى أنهم قاموا بمهاجمة إسرائيليين، لكنهم فعليا لم يكونوا يشكلون خطراً حقيقياً على الجنود يستدعي قتلهم والتنكيل بهم.[64]
- سبتمبر 2015- أصدر الأورومتوسطي تقريرًا يبين أهم الأرقام والإحصاءات المتعلقة بأعداد الذين وصلوا إلى أوروبا كلاجئين وطالبي لجوء خلال الثمانية أشهر الأولى من العام 2015، والإحصاءات المتعلقة بالمعابر التي يدخل منها هؤلاء إلى الاتحاد الأوروبي، إضافة إلى أعداد الغرقى والمفقودين عبر البحر المتوسط خلال العام.[65]
- سبتمبر 2015- نشر الأورومتوسطي تقريرًا عن تعاظم كارثة اللاجئين التي يواجهها العالم، حيث كشف تقرير عن أرقام وإحصائيات تتعلق بتزايد أعداد المهاجرين بشكل كبير نتيجة تنامي الصراعات في منطقة الشرق الأوسط وشمال أفريقيا[66]
- مارس 2015- نشر المرصد الأورومتوسطي تقريراً حذّر فيه من سياسة استخدام الكلاب البوليسية خلال عمليات اعتقال الأطفال والمدنيين الفلسطينيين في الضفة الغربية، مشيرًا إلى ما يتسبب به ذلك من إصابات وترويع بصورة وحشية وغير مقبولة بما يخالف القانون الدولي وينتهك المبادئ الإنسانية[67]
- أغسطس 2014- نشر المرصد الأورومتوسطي لحقوق الإنسان، تقريراً بعنوان «مقتل طفل أو امرأة كل ساعة» أصدر فيه إحصائية لحصيلة الهجوم الإسرائيلي على قطاع غزة المحاصر[68]
- يوليو 2014 - أوضح المرصد في تقرير أجراه تحت عنوان إسرائيل استولت على 2.9 مليون دولار خلال مداهمات بالضفة أن جيش الاحتلال الإسرائيلي استولى على ما قيمته 2.9 مليون دولار خلال مداهمة منازل ومؤسسات في الضفة الغربية، بما فيه حواسيب شخصية وسيارات خاصة وهواتف محمولة وممتكلات خاصة أخرى.[69]
- يونيو 2014 - وثق المرصد شريط فيديو في تقرير أجراه تحت عنوان استخدام كبار السن كدروع بشرية جريمة حرب يوثق اقتحام قوة عسكرية من الجيش الإسرائيلي باقتحام منزل في قرية سلواد قضاء رام الله الواقعة وسط الضفة الغربية المحتلة، يقطنه مسنان فلسطينيان، حيث قامت القوة باحتجازهما في المنزل تمهيدًا لاستخدامهما «دروعًا بشرية»، بعد أن حوّلت المنزل لثكنة عسكرية.
- فبراير 2014 – أصدر المرصد تقرير شامل عن انتهاكات حقوق الإنسان في الإمارات بين عامي 2011 إلى نهاية 2013 كشف فيه عن قيام السلطات الإماراتية 292 حالة اعتقال تعسفية ضد مواطنين إماراتيين أو أجانب مقيمين في الإمارات. وطالب المرصد بمحاكمة المعتقلين المدنيين أمام القضاء المدني، وليس أمام قضاء المحكمة الاتحادية «التي تحرمهم من فرص الاستئناف على الحكم، وتعديل قوانين الاتحاد بما يتناسب والدستور الإماراتي والتزامات الإمارات بموجب القانون الدولي لحقوق الإنسان».[70]
- ديسمبر 2013 - كشفت دراسة ميدانية تحت عنوان حصار غزة يهدد كل جوانب الحياة لنساء غزة نفذتها منظمة حقوقية أوروبية وعمل عليها المرصد الأورومتوسطي أن ما يشهده قطاع غزة من اشتداد للحصار «فاقم بشكل غير مسبوق الأوضاع الإنسانية للمرأة الفلسطينية عمومًا وحرمها من التمتع بكامل حقوقها الإنسانية، التي تتلاشى كلما اشتد الحصار على مليون وثمانمائة مليون إنسان فلسطيني، كما أن قطع الكهرباء فاقم من معاناة النساء ودفع بهم لوصف الحياة بالجحيم الذي لا يطاق».[71]
- نوفمبر 2013 - أصدر كل من المرصد الأورومتوسطي لحقوق الإنسان (جنيف)، ومركز العلاقات الأوروبية الفلسطينية (بروكسل)، في بيان مشترك صادر الخميس 7 نوفمبر، تقريراً يحمل عنوان قوارب الموت يعرض في ستين صفحة لرحلة الموت التي عاشها اللاجئون الفارون من الحرب في سوريا، منذ أن دفعتهم عوامل انعدام الأمن وغياب الرعاية الأممية في دول الجوار السوري، إلى ركوب البحر بحثاً عن الحياة، لينتهي المقام ببعضهم ضحايا مجهولين في مقابر الأرقام.[72]
- سبتمبر 2013- نشر المرصد الأورومتوسطي لحقوق الإنسان تقريراً بعنوان ممارسات إسرائيل في القدس الشرقية تقوض أسس السلام رصد فيه معادلتيّ السكان والسيادة داخل القدس الشرقية، إلى جانب الانتهاكات الإسرائيلية في المدينة. وشدّد الأورومتوسطي على حق عودة القيادة الفلسطينية إلى القدس الشرقية، والسماح بتنظيم الانتخابات (الرئاسية والتشريعية والبلدية) في جميع أنحاء القدس الشرقية، إلى جانب السماح بترميم العلاقات الاقتصادية والترابط مع بقية الضفة الغربية، معتبراً أن في الأمر مخرجاً هاماً من تردّي الحالة الاقتصادية بالقدس ورفداً للاقتصاد الفلسطيني بصورة عامة.
- سبتمبر 2013 – أعد «المرصد الأورومتوسطي لحقوق الإنسان» ومجلس العلاقات الأوروبية الفلسطينية تقريرًا، يُناقش يوم الاثنين (23 أيلول/ سبتمبر) على هامش دورة مجلس حقوق الإنسان في جنيف، يقترح سلسلة خطوات دولية حقيقية للضغط على سلطات الاحتلال.
- سبتمبر 2013- حذر تقرير للمرصد الأورومتوسطي لحقوق الإنسان ومقره الرئيس في جنيف حمل عنوان الموت البطيء، من انهيار حادّ يتهدد مفاصل الحياة في قطاع غزة، إثر وصول الحصار المفروض عليه إلى مستويات غير مسبوقة. ودعى المرصد الأورومتوسطي السلطات الإسرائيلية إلى تفكيك فوري للحصار الخانق لحياة الفلسطينيين في غزة، كما طالب السلطات المصرية بفتح معبر رفح الحدودي أمام حركة طبيعية للأفراد والبضائع دون شروط، وتوجه بالنداء إلى المجتمع الدولي لا سيما الاتحاد الأوروبي والولايات المتحدة، من أجل دعم إنشاء ممر مائي يخوّل القطاع بالاستفادة من حقه بمياهه الإقليمية وفق القانون الدولي.[73]
- أغسطس 2013 - نشر المرصد الأورومتوسطي لحقوق الإنسان تقريراً مفصلاً بالإنجليزية، حول الانتهاكات الصارخة لحقوق الإنسان المرتكبة خلال عملية فضّ اعتصاميّ مؤيدي الرئيس المعزول في ميدانيّ رابعة العدوية والنهضة. وذكر الأورومتوسطي في تقريره الذي رصد في 28 صفحة انتهاكات قوى الأمن والجيش يوميّ 14 و15 من أغسطس الجاري، وحمل عنوان «الحملة العسكرية بمصر: جثث تتكدس وتصعيد مستمر وسط المذبحة»؛ أن طواقمه تمكنت من توثيق مقتل 1215 متظاهراً، بينهم عدد من الأطفال والنساء وكبار السن، وإصابة ما لا يقل عن 8000 شخص، وفقدان 1500 آخرين، في الحملة التي شنّتها قوى الأمن والجيش لإنهاء الاعتصامات والاحتجاجات المعارضة للسلطة القائمة في البلاد بعد أن استمرت على مدار 47 يوماً في عموم مصر.
- أبريل 2013 - أصدر كل من «المرصد الأورومتوسطي لحقوق الإنسان-جنيف»، «مجموعة العمل من أجل فلسطينيي سوريا- لندن» و«مركز العودة الفلسطيني- لندن» دراسة أوروبية تندد بالتقصير الأممي بحق اللاجئين الفلسطينيين من سوريا، دعوا من خلالها إلى توفير الحماية الأمنية والقانونية والإغاثية للاجئين الفلسطينيين المهدّدة حياتهم بالخطر داخل المخيمات في الأراضي السورية، وعلى حدودها المشتركة مع لبنان والأردن.
- ديسمبر 2012 - أصدر المرصد الأورومتوسطي تقريراً حول الضحايا من الأطفال الغزيين، الذين قتلتهم القوات الإسرائيلية خلال العدوان الأخير على القطاع، والذي عُرف باسم «عملية عامود السحاب». ودعى المرصد اللجان المختصة التابعة لمجلس حقوق الإنسان الدولي، والجهات الأممية ذات العلاقة، بالشروع في تحقيق فوري حول مؤشرات الاستخدام المفرط للقوة، والاستهداف المقصود لحياة المدنيين الفلسطينيين بشكل أشبه ما يكون بالعقاب الجماعي تمارسه إسرائيل، بما يعنيه ذلك من استخفاف بالقانون الدولي، والاتفاقيات المُجمع عليها دولياً.
- يوليو 2012 - كشف المرصد الأورومتوسطي في تقرير أصدره عن تصاعد موجة العنف ضد اللاجئين الفلسطينيين في العراق، منذ مطلع عام 2012, مقدماً توصيات خاصة إلى كل من السلطات العراقية والنرويجية، ومنظمة غوث وتشغيل اللاجئين «الأونروا»، والمفوضية العليا لشؤون اللاجئين، موضحاً أنه بصدد إجراء مراسلات مع هذه الجهات للوقوف أمام مسؤولياتها القانونية حيال فلسطينيي العراق، قبل إحالة ملفهم إلى مجلس حقوق الإنسان الدولي في دورته الواحدة والعشرين في سبتمبر المقبل.
- مايو - 2012 كشف تقرير حقوقي أصدره المرصد الأورومتوسطي، عن استهداف إسرائيلي متواصل لقطاع الصيد البحري في قطاع غزة بصورة ممنهجة أدّت إلى إنهاكه وتدميره. وتعهد المرصد الأورومتوسطي بالسعي حقوقياً ومع الجهات المانحة لتنفيذ حلول تنقذ قطاع الصيد البحري في قطاع غزة وتطوره، للتخفيف من وطأة ظواهر الجوع والفقر والبطالة التي يرزخ الغزيون تحت وطأتها منذ فرض الحصار على القطاع.
- فبراير – 2012 سجَّل تقرير صادر عن المرصد الأورومتوسطي لحقوق الإنسان، قيام إسرائيل بحملات اعتقال ضد الأكاديميين والمحاضرين في الجامعات الفلسطينية، بشكل دوريّ ودون تهم مُعلنة، حيث يخضع أغلبهم للاحتجاز بناءً على أمر يوقّعه الحاكم العسكري المحلي، في إطار ما يسمى بـ«الاعتقال الإداري».
- ديسمبر 2011 - أفاد تقرير مفصل أعده المرصد الأورومتوسطي حمل عنوان "آمال مقيدة" أن السلطات الإسرائيلية نفذت منذ مطلع عام 2011 نحو أربعة آلاف حالة منع من السفر بحق مواطني الضفة الغربية بمعبر الكرامة الحدودي الواصل بين الأراضي الفلسطينية والأردن. ووجه المرصد توصية رفعها للمجتمع الدولي والمؤسسات الحقوقية الأممية للاضطلاع بأدوارها تجاه صيانة حق الفلسطينيين في السفر والتنقل من وإلى الأراضي الفلسطينية، بما في ذلك المساءلة القانونية حول انتهاك هذا الحق والضغط المباشر على السلطات الإسرائيلية لتنفيذ التزاماتها في إطار القانون الدولي ووقف سياسة العزل والتعسف الممارسة ضد الفلسطينيين.
- نوفمبر 2011 - قال المرصد الأورومتوسطي في تقرير له صدَر تحت عنوان مصر: مخالفات غير جوهرية لم تؤثر على سلامة انتخابات المرحلة الأولى، أنّ عملية الاقتراع في المحافظات المصرية التسعة التي شملتها المرحلة الأولى من الانتخابات، رُصِد خلالها الاقبال الكبير من قبل المواطنين، وعدم تسجيل حوادث عنف لافتة أو اعتداءات جسيمة، بينما لوحظت خروقات ليست بالهامة أو الجوهرية في بعض اللجان الانتخابية.[74]

## إنجازات
عمل المرصد الأورومتوسطي منذ انطلاقه في 2011 على تعزيز حقوق الضحايا وتوثيق الانتهاكات التي يتعرضون لها في منطقة الشرق الأوسط وشمال أفريقيا وأوروبا، ومن أبرز إنجازاته خلال عشرة أعوام: -
- إطلاق 23 مشروعاً، لدعم الفئات المهمشة والضحايا في منطقة الشرق الأوسط وشمال أفريقيا وأوروبا.
- تنفيذ 356 نشاطاً، شملت دورات تدريبية وحملات ومناصرات لضحايا الانتهاكات وصناع القرار في المنطقة.
- تقديم 433 شكوى ومراسلة، لجهات مختلفة بينها منظمات الأمم المتحدة المختصة والاتحاد الأوروبي، إضافة إلى آلبات التقاضي الوطنية بشأن انتهاكات فردية وجماعية.
- تقديم الدعم من خلال برامج بناء القدرات لأكثر من 10 آلاف فرد، ضمن مشاريع وأنشطة مختلفة في الشرق الأوسط وشمال أفريقيا وأوروبا.
- الضغط باتجاه إصدار 34 قرارًا برلمانيًا، في البرلمان الأوروبي والدول الأوروبية لدعم قضايا حقوق الإنسان.
- دعم وتمويل 42 مؤسسة حقوقية، من خلال أنشطة ومشاريع صغيرة تستهدف ضحايا النزاعات المسلحة، ضمن مناطق عمل المرصد الأورومتوسطي.
- إصدار 102 تقرير حقوقي، لتوثيق انتهاكات حقوق الإنسان في مناطق عمل المرصد.